# Willi Strobl
Willi Strobl (* 8. August 1914 im Königreich Böhmen; † Februar 1997) war ein sudetendeutscher Fußballspieler.

## Leben
Ab dem Alter von 16 Jahren spielte Willi Strobl zunächst als Torhüter für den VfB Teplitz. Nachdem er sich sechs Jahre später am Ellbogengelenk verletzt hatte, wurde Strobl zum Abwehrspieler umgeschult. Als Feldspieler wurde Willi Strobl in die Fußballauswahl des sudetendeutschen Arbeiter-Turn- und Sportverbands berufen, für die er in mehreren europäischen Ländern im Einsatz war.
Nachdem er auch beim Teplitzer FK und dem VfL Günzburg gespielt hatte, war Willi Strobl in der Saison 1947/48 für Sportfreunde Stuttgart aktiv. Ab der Oberligaspielzeit 1948/49 spielte Strobl für den SSV Reutlingen 05, der damals noch in der Oberliga Südwest aktiv war. In der Saison 1949/50 führte Willi Strobl als Mittelläufer und Mannschaftskapitän den SSV Reutlingen zur Meisterschaft in der Gruppe Süd der Oberliga Südwest. Nachdem er mit seiner Mannschaft im Endspiel der Endrunde um die südwestdeutsche Meisterschaft gegen den 1. FC Kaiserslautern verlor, wurde Strobl südwestdeutscher Vizemeister. Im Achtelfinale der Endrunde um die deutsche Meisterschaft 1950 verlor er mit dem SSV Reutlingen gegen Preußen Dellbrück. Die folgende Saison, die der SSV nach einem Verbandswechsel in der Oberliga Süd bestritt, endete für Strobl und seine Reutlinger mit dem Abstieg in die II. Division.
Als 39-Jähriger wurde Willi Strobl Spielertrainer bei der TSG Reutlingen. In der Betriebsmannschaft der Firma Emil Adolff war Strobl noch in seinem 60. Lebensjahr aktiv.